# Жекежал
Жекежа́л (каз. Жекежал) — село у складі Каркаралінського району Карагандинської області Казахстану. Входить до складу сільського округу Нуркена Абдірова.
Населення — 58 осіб (2021; 101 у 2009, 136 у 1999, 158 у 1989).
Національний склад станом на 1989 рік:
- казахи — 100 %.